# Hemerobius nigridorsus
Hemerobius nigridorsus är en insektsart som beskrevs av Monserrat 1996. Hemerobius nigridorsus ingår i släktet Hemerobius och familjen florsländor. Inga underarter finns listade i Catalogue of Life.